# Okeraue bei Volkse
Die Okeraue bei Volkse ist ein Naturschutzgebiet in den niedersächsischen Gemeinden Hillerse, Leiferde und Meinersen in der Samtgemeinde Meinersen im Landkreis Gifhorn.
Das Naturschutzgebiet mit dem Kennzeichen NSG BR 135 ist 496 Hektar groß. Es ist vollständig Bestandteil des FFH-Gebietes „Aller (mit Barnbruch), untere Leine, untere Oker“. Im Süden grenzt es an das Naturschutzgebiet „Okeraue bei Didderse“, im Norden an das Naturschutzgebiet „Okeraue zwischen Meinersen und Müden (Aller)“.
Das Naturschutzgebiet liegt zwischen Hillerse und Meinersen. Es stellt einen naturnahen, mäandrierenden Abschnitt der Oker einschließlich der Talaue und der angrenzenden Hangterrasse unter Schutz. Die Aue ist von Grünland geprägt, das periodisch überschwemmt wird. Daneben sind auf höher gelegenen Flächen auch Acker zu finden. Die teilweise unbefestigten Ufer der Oker bilden Abbruchkanten und Aufsandungen. Entlang des Flusslaufes sind Altarme und Flutmulden zu finden. Die Uferbereiche sind vielfach von Hochstaudenfluren und Röhrichtflächen geprägt. Daneben sind Auwaldreste und Eichenmischwälder zu finden.
Zwischen Seershausen und Meinersen teilt sich der Flusslauf in zwei Arme. Zwischen den beiden Flussarmen sind mehrere Fischteiche angelegt worden. Der östliche Arm ist durch ein Wehr, der westliche durch ein Mühlenstau geregelt. Die Durchgängigkeit des Flussabschnittes ist seit 2005 durch eine Umgehungsrinne in Meinersen gewährleistet. Der Abstieg wird durch ein Fluchtrohr erleichtert.
Das Gebiet steht seit dem 26. März 2009 unter Naturschutz. Zuständige untere Naturschutzbehörde ist der Landkreis Gifhorn.

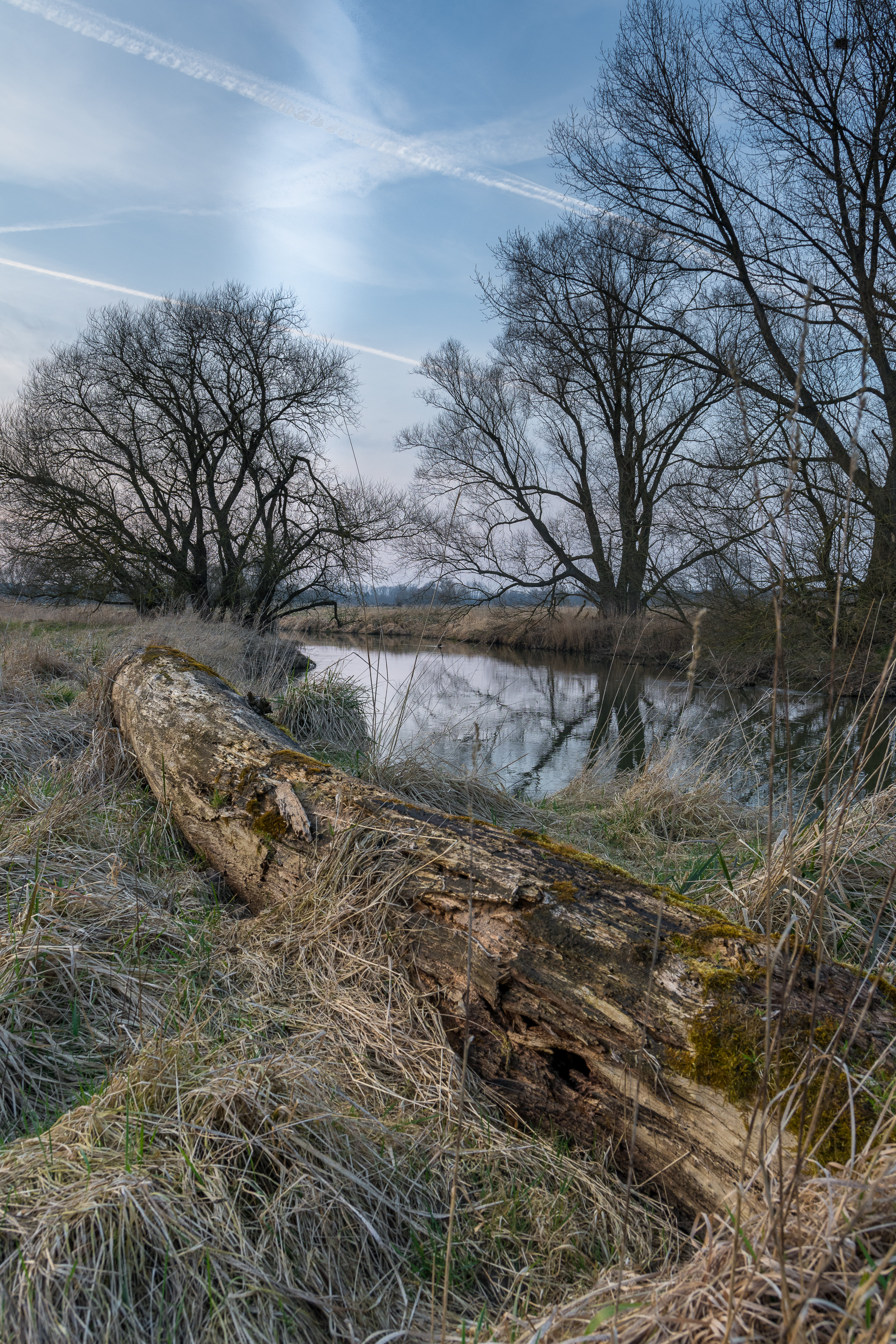
In der Okeraue bei Volkse
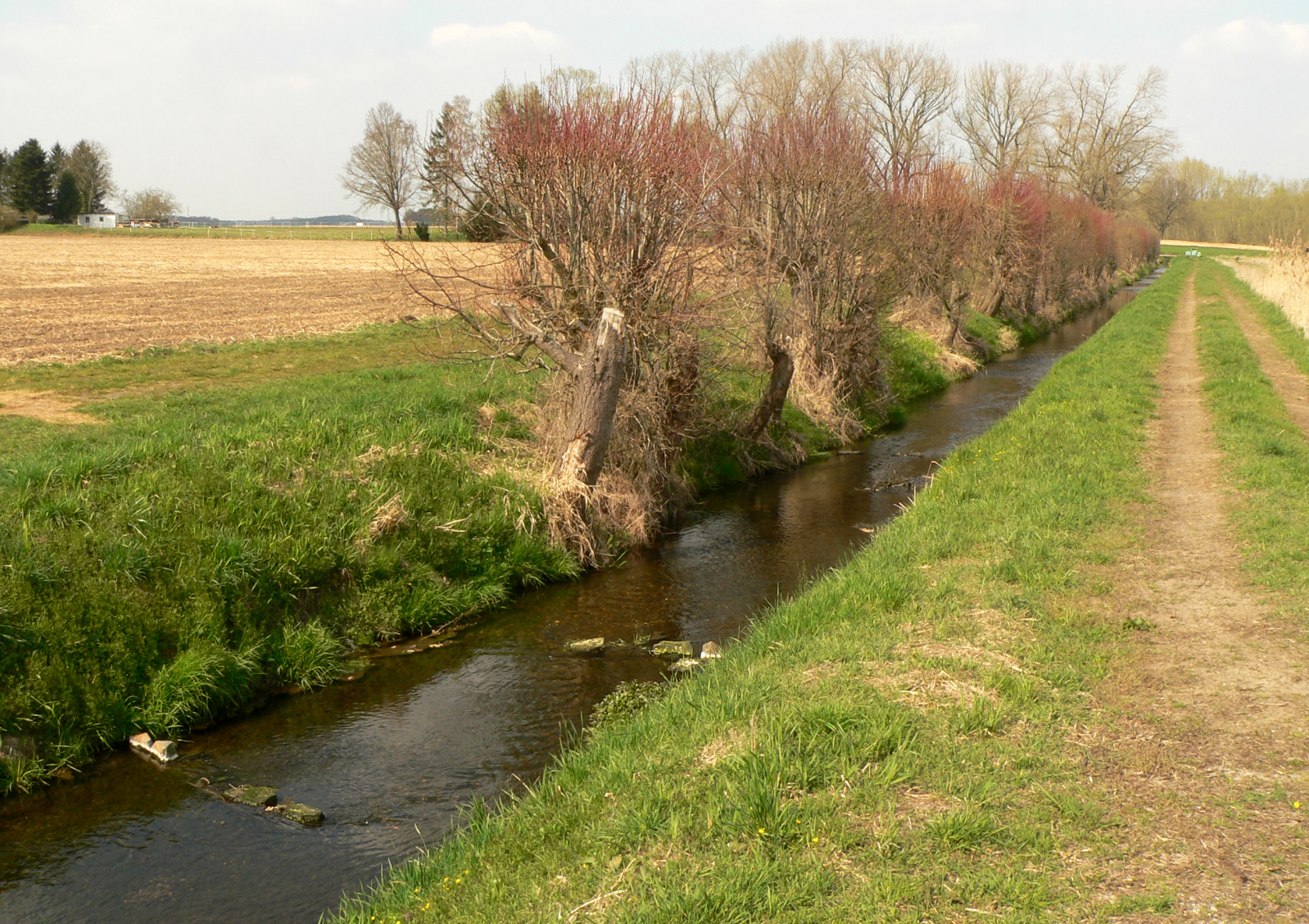
Bach bei Volkse mit Kopfweiden
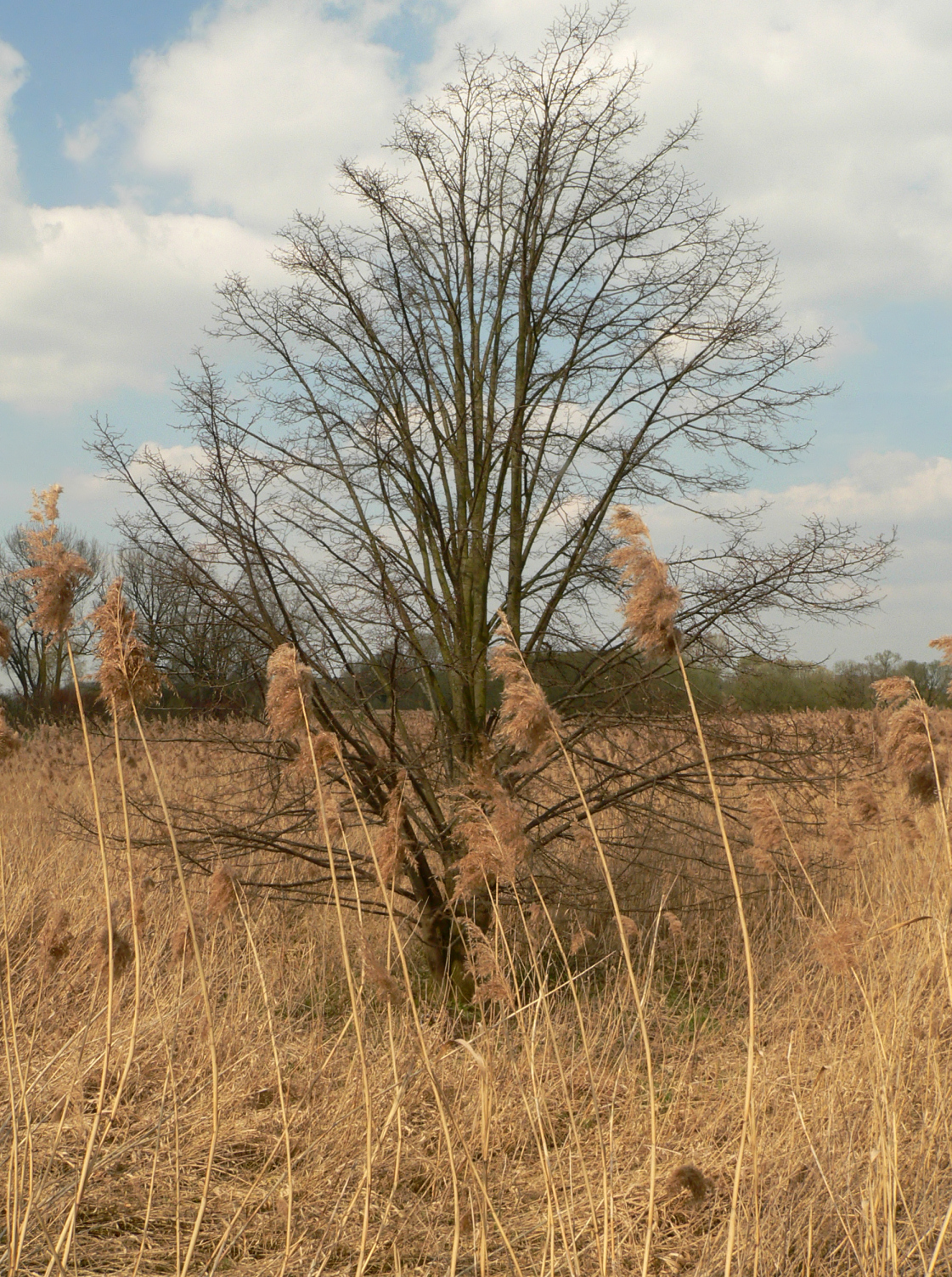
Einzelbaum in der Okeraue